# Mark Forster (cantante)
Mark Forster, pseudonimo di Mark Ćwiertnia (Kaiserslautern, 11 gennaio 1983), è un cantante e pianista tedesco.
Ha rappresentato la Renania-Palatinato al Bundesvision Song Contest 2015 con il brano Bauch und Kopf, che ha vinto la manifestazione con 170 punti.

## Biografia
Mark Ćwiertnia è nato a Kaiserslautern da padre tedesco e madre polacca. Sua madre lo chiamava spesso con il soprannome Marek, che ha utilizzato come pseudonimo durante i suoi primi anni di carriera. Si è successivamente trasferito a Berlino dove ha sviluppato una carriera musicale come paroliere e compositore di jingle per la televisione, tra cui per lo show tedesco Krömer – Die Internationale Show.
Nel 2006 Foster è entrato a far parte del gruppo musicale Balboa, diventando il loro frontman. Ha inoltre fatto parte dei Kröm De La Kröm di Kurt Krömer insieme al musicista Mitumba Lumbumba. Dal 2007 al 2010 ha accompagnato l'attore e comico Kurt Krömer come pianista di supporto nel medesimo show.
Nel 2012 ottiene un contratto discografico con l'etichetta Four Music, con cui ha pubblicato l'album di debutto Karton, da cui sono stati estratti i singoli Auf dem Weg e Zu dir (weit weg). L'album è stato promosso attraverso una tournée nazionale, venendo accompagnato dal musicista di origine irachena Laith Al-Deen.
Nel novembre 2013 ha partecipato al singolo Einer dieser Steine del rapper Sido. Un successo ancora più grande per Forster è stato il singolo Au revoir, che ha visto nuovamente la partecipazione di Sido. Tale singolo ha anticipato il secondo album in studio dell'artista Bauch und Kopf, pubblicato nel 2014. L'album è stato certificato disco d'oro dalla Offizielle Deutsche Charts.
Nel 2015 l'emittente tedesca ProSieben l'ha selezionato come rappresentante dello stato federato di Renania-Palatinato al Bundesvision Song Contest, con il brano Bauch und Kopf. All'evento dal vivo a Brema nell'agosto 2015 è risultata il preferito di cinque giurie federali, classificandosi secondo nelle restanti undici giurie. Una volta sommati i punteggi, con 170 punti è stata incoronato vincitore dell'edizione del contest.
Nel 2015, Forster è diventato vocalist del progetto musicale Eff, in collaborazione con il disc jockey Felix Jaehn. Il loro singolo di debutto Stimme, si è piazzato in cima alla classifica tedesca dei singoli per tre settimane consecutive, raggiungendo anche le classifiche di Austria e Svizzera.

## Vita privata
Nel 2020 ha sposato la cantante tedesca Lena Meyer-Landrut, già vincitrice dell'Eurovision Song Contest 2010. Forster è un tifoso della squadra di calcio tedesca 1. Fußball-Club Kaiserslautern.

## Discografia

### Album in studio
- 2012 – Karton
- 2014 – Bauch und Kopf
- 2016 – Tape
- 2018 – Liebe
- 2021 – Musketiere

### Singoli
- 2012 – Auf dem Weg
- 2012 – Zu dir (weit weg)
- 2014 – Au revoir (feat. Sido)
- 2014 – Flash mich
- 2015 – Bauch und Kopf
- 2016 – Wir sind groß
- 2016 – Chöre
- 2017 – Sowieso
- 2017 – Kogong
- 2018 – Like a Lion (feat. Gentleman)
- 2018 – Einmal
- 2019 – 747
- 2019 – 194 Länder
- 2019 – Wie früher mal Dich
- 2020 – Übermorgen
- 2020 – Bist du okay (con Vize)
- 2021 – Ich frag die Maus
- 2021 – Drei Uhr nachts (feat. Lea)
- 2021 – Musketiere
- 2022 – Memories & Stories

#### Come featuring
- 2013 – Ich und du (Anna Depenbusch feat. Mark Foster)
- 2013 – Einer dieser Steine (Sido feat. Mark Foster)
- 2014 – Camouflage (Nazar feat. Mark Foster)
- 2015 – Maniac (Victoria Conrady feat. Mark Foster)
- 2017 – Das Original (Prinz Pi feat. Mark Foster)
- 2019 – Warte mal (Fidi Steinbeck feat. Mark Foster)